# Síndrome ABCD
El síndrome ABCD es un trastorno poco común causado por una extraña mutación del gen del receptor de la endotelina B. El acrónimo ABCD hace referencia al «albinismo (Albinism), mechón de cabello negro (Black lock hair), desórdenes de la migración de los neurocitos intestinales (Cell migration disorder of the neurocytes of the gut) y sordera (Deafness)», según varios portales médicos.

## Historia
El oftalmólogo neerlandés Petrus Johannes Waardenburg (1886–1979) se refirió a la idea del síndrome de Waardenburg cuando examinó dos gemelos sordos. Cuando los científicos profundizaron las investigaciones en el síndrome, constataron que los pacientes exhibían un rango más amplio de síntomas de esta enfermedad en diferentes combinaciones; esto les ayudó a distinguir formas del síndrome de Waardenburg. Su evaluación consistió en especificar síndrome de Waardenburg  de los tipos I (WS1), II (WS2), III (WS3) y IV (WS4).

## Clasificación
El síndrome ABCD se define como el albinismo, bloqueo de negro, trastorno de migración de células de los neurocitos de los intestinos y la sordera. Fue inicialmente mal diagnosticada y más tarde se descubrió que una mutación homocigota en el gen era el causante del síndrome EDNRB ABCD. Esto ayudó a los científicos a descubrir que es relativamente similar al síndrome de Waardenburg tipo IV, también conocido como síndrome de Waardenburg.

## Diagnóstico
Se estima que una de cada 45 000 personas en Europa padecen la enfermedad. El diagnóstico se puede hacer de forma prenatal mediante ecografía debido a las alteraciones pigmentarias, alteraciones faciales, y otros defectos del desarrollo. Después del nacimiento, el diagnóstico se hace inicialmente, teniendo en cuenta los síntomas y se puede confirmar mediante pruebas genéticas. Si el diagnóstico no se realiza a tiempo, pueden surgir complicaciones de la enfermedad de Hirschsprung.